# Raymond Philip Shafer

Raymond Philip Shafer, 1967

Raymond Philip Shafer (* 5. März 1917 in New Castle, Pennsylvania; † 12. Dezember 2006 in Meadville, Pennsylvania) war ein US-amerikanischer Politiker und von 1967 bis 1971 der 41. Gouverneur des Bundesstaates Pennsylvania.

## Frühe Jahre
Raymond Shafer besuchte das Allegheny College und die Yale University, an der er Jura studierte. Dort waren der spätere US-Präsident Gerald Ford sowie William Scranton, der später ebenfalls Gouverneur von Pennsylvania werden sollte, seine Kommilitonen. Im Jahr 1933 zog er mit seinen Eltern nach Meadville. Während des Zweiten Weltkrieges diente Shafer in der US-Marine im Pazifik.
Nach Kriegsende arbeitete Shafer als Rechtsanwalt in Meadville. Im Jahr 1948 wurde er Bezirksstaatsanwalt im Crawford County; 1958 folgte seine Wahl in den Senat von Pennsylvania. Für die Gouverneurswahlen des Jahres 1962 wurde er von der Republikanischen Partei für das Amt des Vizegouverneurs nominiert. Nach seinem Wahlsieg war er zwischen 1963 und 1967 der Stellvertreter von Gouverneur Scranton, seinem alten Studienkollegen in Yale. Nach Ablauf der vierjährigen Amtszeit durfte Scranton aufgrund einer Verfassungsklausel nicht erneut kandidieren. Aus diesem Grund erhielt Shafer die Nominierung seiner Partei für das höchste Amt in Pennsylvania, in das er dann auch gewählt wurde. Mit 52,1 Prozent der Stimmen setzte er sich gegen den Demokraten Milton Shapp durch.

## Gouverneur von Pennsylvania
Raymond Shafer trat sein neues Amt am 17. Januar 1967 an. In den vier Jahren seiner Amtszeit wurde die Staatsverfassung überarbeitet. Nach der neuen Verfassung durfte der Gouverneur künftig zwei vierjährige zusammenhängende Amtszeiten absolvieren. Diese Klausel trat aber erst nach Shafers Amtszeit in Kraft. In dieser Zeit wurde auch das Straßen- und Autobahnnetz des Landes großzügig ausgebaut. Shafer war auch in anderen Bereichen aktiv. So wurden das Bildungssystem und Umweltschutzmaßnahmen verbessert. Er entwarf langfristige Pläne für die wirtschaftliche Entwicklung, das Gesundheitswesen und andere Bereiche. Die dadurch entstandenen Kosten wurden über Steuererhöhungen kompensiert. Darunter litt seine Popularität.
Da Shafer noch unter der alten Verfassung amtierte, durfte er 1968 nicht zur Wiederwahl antreten und musste am 19. Januar 1971 sein Amt an den gewählten Nachfolger Milton Shapp übergeben.

## Weiterer Lebenslauf
Auch nach seiner Gouverneurszeit blieb Shafer politisch aktiv. Er war der führende Kopf der Republikaner in Pennsylvania und galt als inoffizieller Parteichef. Er war im Jahr 1968 Delegierter zur Republican National Convention in Miami Beach und unterstützte dort Nelson Rockefeller. Die Nominierung als Präsidentschaftskandidat erhielt aber Richard Nixon.
Nach Nixons Wahlsieg wurde Shafer Vorsitzender einer Kommission gegen Drogenmissbrauch. Shafer hatte sich eine Richterstelle am Obersten Bundesgericht erhofft, die er aber nicht erhielt. Zwischen 1974 und 1977 war Shafer Sonderberater des neuen Vizepräsidenten Nelson Rockefeller. Von 1977 bis 1988 war Shafer bei der Firma Coopers & Lybrand beschäftigt. Außerdem war er nach wie vor Rechtsanwalt in Meadville. Dort ist er im Dezember 2006 verstorben. Raymond Shafer war mit Jane Harris Davies verheiratet, mit der er drei Kinder hatte.